# Johann Christoph Schröther der Jüngere
Johann Christoph Schröther der Jüngere (* 4. April 1774 in Sonnewalde, Niederlausitz; † 1. Februar 1859) war ein deutscher Orgelbauer in Sonnewalde.

## Leben
Johann Christoph Schröther wurde 1774 als Sohn des Tischlers, Küsters und Orgelbauers Johann Christoph Schröther d. Ä. (1747–1822) und seiner Frau Maria Sophia Liebe in Sonnewalde geboren. Das Orgelbauerhandwerk erlernte er von seinem Vater.
1806 wurde er erstmals im Niederlausitzischen Adressbuch als Schröther jun. genannt, 1811 ebenfalls. Um 1820 übernahm er die Werkstatt des Vaters.
Schröther baute fast nur einmanualige Orgeln. Er gilt als der bedeutendste Orgelbauer seiner Zeit in der Niederlausitz neben Carl Gotthold Claunigk.

## Ehen und Nachkommen
Johann Christoph Schröther war zweimal verheiratet. 1800 heiratete er Johanna Wilhelmine Müller, die Tochter eines Sonnewalder Bauern. Aus dieser Ehe gingen hervor
- Friedrich Wilhelm Adolph (* 1808), wurde Tischler (und Orgelbauer?) und half zeitweise in der Werkstatt der Brüder aus
- Carl Wilhelm Schröther (1811–1885), wurde Orgelbauer, übernahm spätestens 1859 die Werkstatt und führte sie mit Carl August weiter

Johann Christoph Schröther heiratete 1819 als Witwer Wilhelmine Sophia Augustine Anders, eine Tochter des gräflichen Amtsschreibers zu Sonnewalde. Aus dieser Ehe ging hervor
- Carl August Ferdinand Schröther (1820–1898), wurde Orgelbauer und führte die Werkstatt mit Carl Wilhelm bis etwa 1880 fort.

## Werke (Auswahl)

### Johann Christoph Schröther der Jüngere
Johann Christoph Schröther der Jüngere baute über 40 Orgeln, vor allem in der Niederlausitz, einige in der Mark Brandenburg. Nicht mehr vorhandene oder nur noch als Gehäuse erhaltene Orgeln sind kursiv gesetzt.
| Jahr    | Ort                                | Gebäude                      | Bild | Manuale | Register | Bemerkungen                                                                                         |
| ------- | ---------------------------------- | ---------------------------- | ---- | ------- | -------- | --------------------------------------------------------------------------------------------------- |
| 1821    | Massen                             | Dorfkirche                   |      | I       |          | 1881 von Nikolaus Schrickel erweitert auf I/P, 11, ab 2014 umfassend restauriert                    |
| 1822    | Jetsch                             | Dorfkirche                   |      | I/P     | 7        | mit Carl Gotthold Claunigk, erhalten                                                                |
| 1826    | Sorno bei Senftenberg              | Dorfkirche                   |      | I/P     | 9        | 1901 in die Lutherkirche in Senftenberg überführt                                                   |
| 1827    | Münchehofe bei Königs Wusterhausen | Dorfkirche                   |      | I/P     | 10       | Zuschreibung, erhalten                                                                              |
| 1827    | Lieske                             | Dorfkirche                   |      | I/P     | 7        | 1980 nach Berlin-Alt-Treptow, Bekenntniskirche umgesetzt durch Stüber, 2001 restauriert durch Sauer |
| 1828    | Papitz                             | Dorfkirche                   |      | I/P     | 10       | 2020 Sanierung geplant                                                                              |
| 1829    | Dobristroh                         | Dorfkirche                   |      | I/P     | 9        | Gehäuse erhalten                                                                                    |
| 1830    | Schöna                             | Dorfkirche                   |      | I/p     | 5        | um 1900 Einbau eines selbstständigen Pedalregisters zu I/P, 6, erhalten                             |
| um 1830 | Großräschen                        | Kirche                       |      |         |          | nicht erhalten                                                                                      |
| 1832/33 | Gruhno                             | Dorfkirche                   |      | I/P     |          | erhalten                                                                                            |
| 1833    | Kasel-Golzig                       | Dorfkirche                   |      |         |          | Zuschreibung, Gehäuse erhalten                                                                      |
| 1833    | Egsdorf                            | Dorfkirche                   |      |         |          | Zuschreibung, wahrscheinlich nicht erhalten ?                                                       |
| 1834    | Hillmersdorf                       | Dorfkirche                   |      | I/P     | 8        | erhalten                                                                                            |
| 1835    | Beckwitz bei Torgau                | Dorfkirche                   |      | I/P     | 9        | erhalten                                                                                            |
| 1836    | Kreblitz                           | Dorfkirche                   |      | I/P     | 6        | erhalten                                                                                            |
| 1836    | Sorno bei Finsterwalde             | Dorfkirche                   |      |         |          | Prospekt erhalten                                                                                   |
| 1838    | Malitschkendorf                    | Dorfkirche                   |      | I/P     | 9        | erhalten                                                                                            |
| um 1840 | Zechin                             | Dorfkirche                   |      |         |          | nicht erhalten                                                                                      |
| 1842    | Berlin                             | Französische Hospital-Kirche |      | I/P     | 8        | 1927 nach Warthe in der Uckermark umgesetzt, erhalten                                               |
| um 1842 | Berlin                             | Blindeninstitut              |      |         |          | nicht erhalten                                                                                      |
| 1844    | Hermsdorf bei Ruhland              | Dorfkirche                   |      |         |          | jetzt II/P, 11, erhalten                                                                            |
| 1845    | Pretschen                          | Dorfkirche                   |      | I/P     | 6        | erhalten                                                                                            |
| 1845    | Wilmersdorf bei Berlin             | Dorfkirche                   |      |         |          | 1898 nach Piasken in Westpreußen umgesetzt, erhalten?                                               |
| 1848    | Cottbus                            | Klosterkirche                |      | II/P    | 19       | größte Orgel, 1908 ersetzt durch Sauer (II/P, 24)                                                   |
| 1850    | Prießen                            | Dorfkirche                   |      | I/P     | 7        | erhalten, 2010 restauriert → Orgel                                                                  |
| 1853    | Göllnitz                           | Dorfkirche                   |      | I/P     | 12       | erhalten                                                                                            |
| 1856    | Zeckerin                           | Dorfkirche                   |      |         |          | erhalten                                                                                            |

### Carl Wilhelm und Carl August Schröther
Spätestens seit 1859 setzten die Söhne Carl Wilhelm und Carl August Schröther die Tätigkeiten der Werkstatt fort mit einigen Neubauten, Umbauten und Reparaturen in der Niederlausitz bis etwa 1880. Sie bauten weiter mechanische Orgeln mit Schleifladen ohne Einbeziehung neuerer Entwicklungen ihrer Zeit.
| Jahr | Ort     | Gebäude    | Bild | Manuale | Register | Bemerkungen                   |
| ---- | ------- | ---------- | ---- | ------- | -------- | ----------------------------- |
| 1859 | Grunow  | Dorfkirche |      | I/P     | 6        | erhalten                      |
| 1860 | Niewitz | Dorfkirche |      | I/P     | 6        | erhalten                      |
| 1866 | Seese   | Kirche     |      | I/P     | 5        | nicht erhalten                |
| 1868 | Waldow  | Dorfkirche |      | I/P     | 6        | erhalten                      |
| 1870 | Ogrosen | Dorfkirche |      | I/P     | 8        | restauriert durch Sauer       |
| 1877 | Duben   | Dorfkirche |      | I/P     | 6        | nicht erhalten?               |
| 1880 | Babben  | Dorfkirche |      | I/p     | 5        | letzter Orgelneubau, erhalten |